# الأكاديمية اللبنانية للعلوم
الأكاديمية اللبنانية للعلوم (بالفرنسية: Académie des Sciences du Liban، وتعرف اختصارًا: ASL) هي مؤسسة أكاديمية وطنية أنشأت في 31 أغسطس 2007، يقع مقرها في الحدث، الجامعة اللبنانية مجمع رفيق الحريري الجامعي، كلية الطب في قضاء بعبدا. أنشأت الأكاديمية لتشجيع البحث العلمي والترويج نتائج الأبحاث وتقييمها.

## التأسيس
اعتمد في تشكيل وتأسيس الأكاديمية اللبنانية للعلوم على خبرات الأكاديمية الفرنسية للعلوم، التي استضافت الاجتماع الأول للأكاديمية في باريس في 27 يونيو 2008. الاجتماع الأول للجنة التنفيذية عقد في بيروت في الفترة بين 29-31 أكتوبر من نفس العام. أعضاء الأكاديمية من العلماء اللبنانيين البارزين العاملين داخل وخارج لبنان، بالإضافة لعدد من العلماء الأجانب المتميزين، بما في ذلك بعض العلماء من ذوي الأصل اللبناني، أو الذين يحرصون على المساهمة في نمو العلوم في لبنان. يوفر جميع الأكاديميين في الأكاديمية خدماتهم تطوعا دون مقابل كخدمة عامة.

## المهام
- مساعدة الدولة اللبنانية (حكومة ومؤسسات عامة) لجهة تقديم المشورة لها بصورة مجانية في إطار تحديد السياسة الوطنية في حقل العلوم ووضع هذه السياسة موضع التنفيذ.
- تشجيع البحث العلمي واتخاذ مبادرات لبرامج في الميادين العلمية وتحفيزها وتطويرها.
- المساهمة في ترويج نتائج الأبحاث وتقييمها.
- تسهيل التداول مع المؤسسات المماثلة أو ذات المهام المتشابهة في فرنسا وأوروبا والشرق الأوسط والعالم العربي وفي سائر أنحاء العالم.
- منح جوائز ومكافآت لأشخاص تميزوا بشكل خاص في أعمالهم.
- تحفيز المواهب العلمية لدى جميع اللبنانيين وبخاصة لدى الشباب والنساء.
- المساهمة في تنمية الثقافة العلمية والتقريب بين العلوم والمجتمع، من خلال الاستجابة بالشكل الأمثل لحاجات الشعوب والاقتصاد، مع احترام البيئة ومتطلبات الإنماء المستديم.

## وصلات خارجية
- الموقع الرسمي للأكاديمية